# Новый Терек (село)
Новый Терек — упразднённое село в Бабаюртовском районе Дагестана. На момент упразднения являлось центром Новотеречного сельсовета. Упразднено, предположительно в 1960 году, после того в результате катастрофического паводка населённый пункт был затоплен рекой Терек. В настоящее время на месте бывшего села расположен кутан ССС «Гинтинский» (бывший колхоз имени XXII Партсъезда) Акушинского района.

## Географическое положение
Село располагалось в затеречной (левобережной) части Бабаюртовского района, на канаве Старый Терек, в 3,5 км к юго-востоку от села Дагестанское и в 2,5 км к северо-западу от острова Шавинский на реке Терек.

## История
По всей видимости село возникло в начале 1930-х годов, так как сведения о населённом пункте отсутствуют в результатах переписи 1926 года. По данным на 1939 г. село входило в состав Кутанаульского сельсовета Бабаюртовского района. В начале 1940-х годов из состава Кутанаульского сельсовета был выделен Новотеречный сельсовет с центром в селе Новый Терек, куда также вошли хутора казаков-некрасовцев Кардоновка № 1, Кардоновка № 2, Некрасовка новая, Некрасовка старая, Новая Надежда и Турецкий. В этот период село состояло из 90 хозяйств. Последний раз отмечено на карте за 1958 год. В 1960 году по реке Терек прошел катастрофический паводок, были затоплены обширные припойменные участки, а также населённые пункты расположенные на ней, в частности, села Новый Терек, Бирючек, Аликазган. На республиканском уровне было принято решение пострадавшие населённые пункты не восстанавливать, а население расселить по соседним селам.

## Население
По переписи 1939 года в селе Новый Терек проживало 352 человека, в том числе 174 мужчины и 178 женщин.